# Кристалічний щит

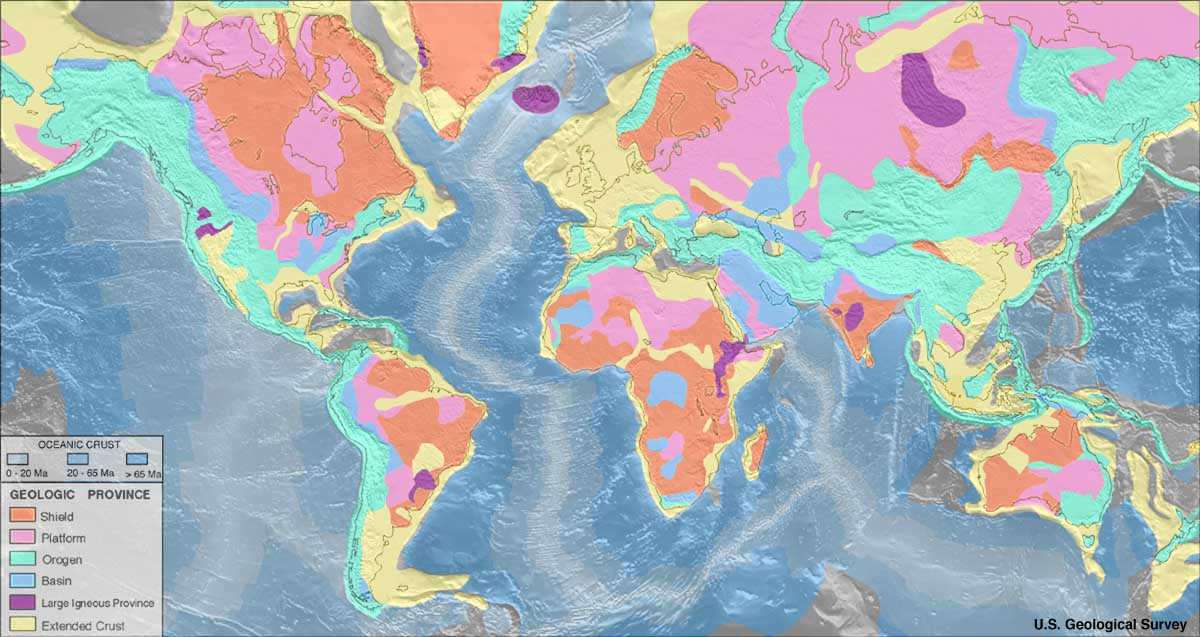
Геологічні провінції світу
за даними Геологічної служби США (USGS)

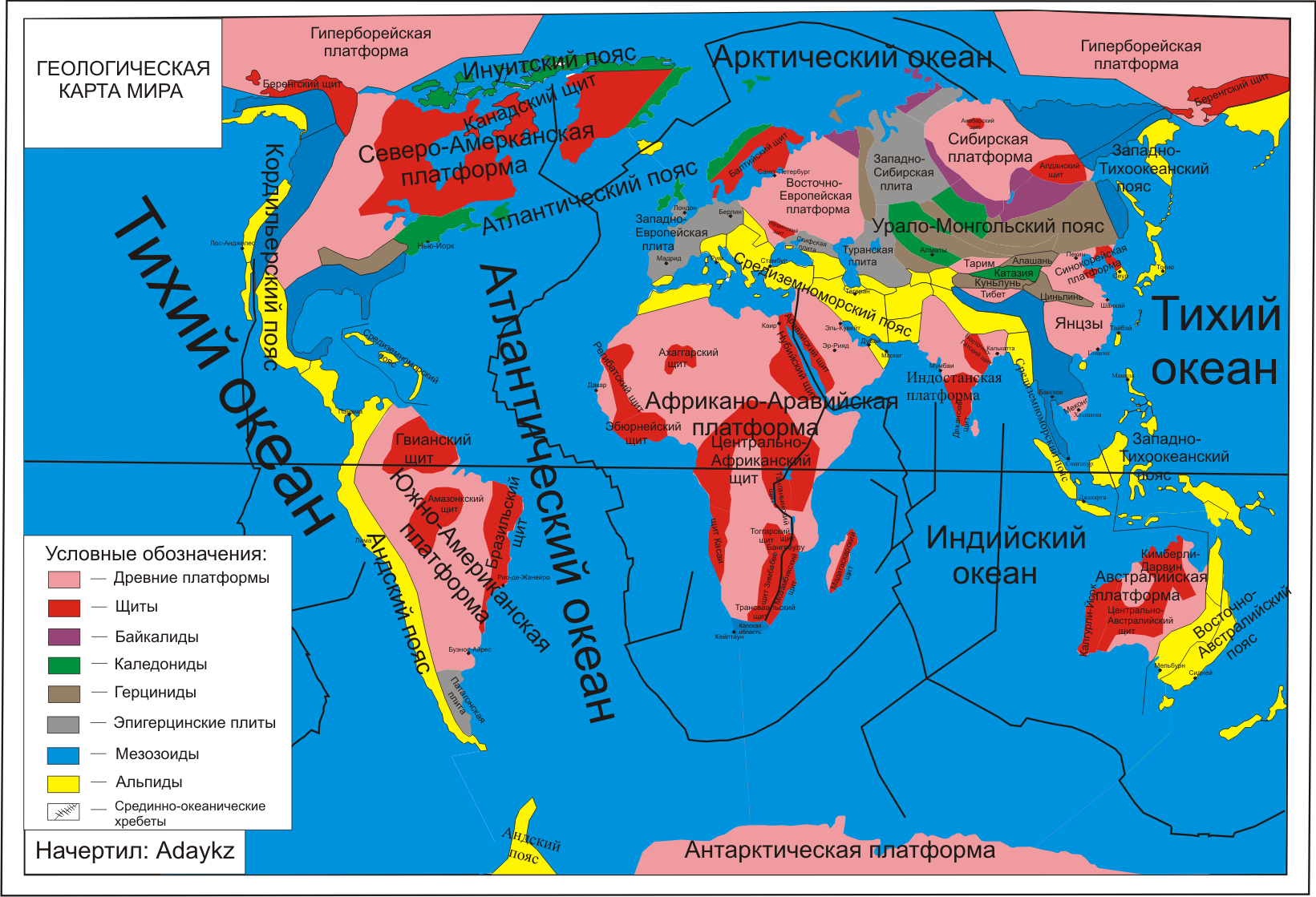
Щити на геологічній мапі світу

| Континентальна кора Кристалічні щити Плити Складчасті пояси Осадові басейни Трапові формації Перехідні зони | Океанічна кора Вік: 0–20 млн років 20–65 млн років >65 млн років |

Кристалі́чний щит — великий (до 1000 км впоперек) виступ фундаменту платформи, що зберігав протягом еволюції більш-менш постійне в плані й по висоті положення й лише епізодично, під час найбільших трансгресій заливався водами мілкого моря.
Український кристалічний щит — піднята південно-західна частина фундаменту Східноєвропейської платформи.
Складений кристалічними сланцями, ґнейсами, ґранітами та ін. інтрузивними породами. Характеризується зниженим тепловим потоком і підвищеною (150 км) потужністю літосфери. Приклади кристалічних щитів — Український і Балтійський щити Східноєвропейської платформи, Алданський Сибірської, Канадський — Американської. В межах кристалічних щитів відомі поклади залізняку (наприклад, Кривий Ріг), руд міді і нікелю (наприклад, Печенга), марганцю (Індія), золота (Західна Австралія, Південна Америка), слюди (Алданський щит), керамічної сировини та ін.